# La Roussière
 La Roussière  là một xã thuộc tỉnh Eure trong vùng Normandie miền bắc nước Pháp.